# دارنيل هال
دارنيل هال (بالإنجليزية: Darnell Hall)‏ هو منافس ألعاب قوى أمريكي، ولد في 26 سبتمبر 1971 في ديترويت في الولايات المتحدة.

## وصلات خارجية
- دارنيل هال على موقع الاتحاد الدولي لألعاب القوى (الإنجليزية)
- دارنيل هال على موقع أوليمبيديا (الإنجليزية)